# بریستول بمبی
بریستول بمبی (به انگلیسی: Bristol Bombay) یک هواگرد ساختِ کارخانهٔ بریستول ایروپلین در کشور بریتانیا است که در سال ۱۹۳۹ ساخته شد. نخستین استفاده‌کنندهٔ این هواپیما نیروی هوایی سلطنتی بریتانیا بوده‌است. این هواگرد برای نخستین بار در ۲۳ ژوئن ۱۹۳۵ میلادی مورد استفاده قرار گرفت.